# 本塔尼利亞區

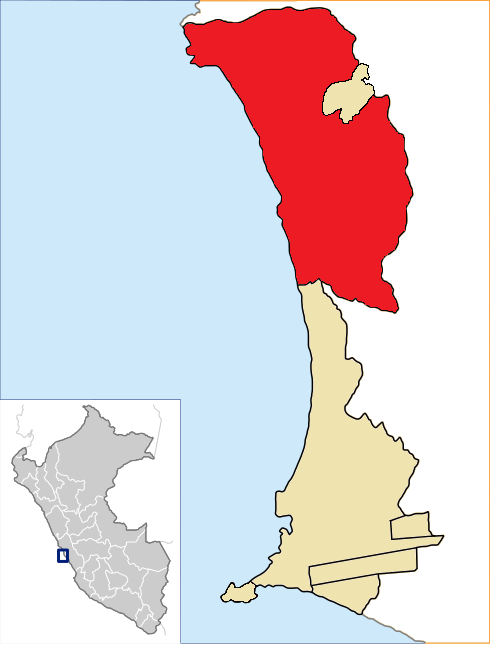

11°51′20″S 77°4′25″W / 11.85556°S 77.07361°W
本塔尼利亞區（西班牙語：Distrito de Ventanilla），是秘魯的一個區，位於該國中西部卡亞俄省，始建於1969年1月28日，海拔73.52平方公里，高度71米，它的人口为315,000 (2017)。